# Kaman, Rajasthan
Kaman là một thành phố và khu đô thị của quận Bharatpur thuộc bang Rajasthan, Ấn Độ.

## Địa lý
Kaman có vị trí 27°39′B 77°16′Đ / 27,65°B 77,27°Đ Nó có độ cao trung bình là 189 mét (620 feet).

## Nhân khẩu
Theo điều tra dân số năm 2001 của Ấn Độ, Kaman có dân số 30.774 người. Phái nam chiếm 54% tổng số dân và phái nữ chiếm 46%. Kaman có tỷ lệ 57% biết đọc biết viết, thấp hơn tỷ lệ trung bình toàn quốc là 59,5%: tỷ lệ cho phái nam là 68%, và tỷ lệ cho phái nữ là 44%. Tại Kaman, 18% dân số nhỏ hơn 6 tuổi.